# حشمت‌الله طبیبی
حشمت‌الله طبیبی محمدیه (۱۳۰۵ در کرمانشاه – ۱۳۷۷ در تهران)، انسان‌شناس و جامعه‌شناس کُرد اهل ایران و از چهره‌های تأثیرگذار در مطالعات اجتماعی ایران بود.

## زندگی و تحصیل
حشمت‌الله طبیبی در زمستان سال ۱۳۰۵ در محله فیض‌آباد در کرمانشاه به دنیا آمد. مادرش از خانوادهٔ آل آقا بود و پدرش آقامیرزا فضل‌الله در کرمانشاه یک کتابفروشی را اداره می‌کرد که محل ملاقات اهالی فرهنگ و هنر در شهر بود. همچنین عمویش با نام میرزا نصرالله محمدیه طبیبی بنیانگذار مدرسهٔ محمدیۀ کرمانشاه بود.
حشمت‌الله طبیبی تحصیلات ابتدایی و متوسطۀ‌ خود را در شهر کرمانشاه گذراند و با وقفه‌ای چندساله برای تحصیل در دانشگاه در سال ۱۳۳۶ راهی تهران شد. او در مقطع کارشناسی در رشتۀ «علوم معقول و منقول» و در مقطع کارشناسی ارشد در رشتۀ «علوم قضایی و علوم تربیتی» در دانشگاه تهران به تحصیل پرداخت. طبیبی در ۱۳۴۳ از طرف دانشگاه تهران به عنوان دانشجوی بورسیه برای ادامۀ‌ تحصیل به پاریس اعزام شد. او در آنجا به تحصیل اقتصاد اجتماعی پرداخت و با گواهی‌نامۀ دکترای جامعه‌شناسی از دانشگاه سوربن دانش‌آموخته گردید.
طبیبی  علاوه بر جامعه‌شناسی به مطالعهٔ اقتصاد و مردم‌شناسی و انجام پژوهش‌های اجتماعی پرداخت. پس از پایان تحصیلات خود به ایران آمد و در سال ۱۳۴۸ به عنوان استاد پذیرفته‌شد و در دانشکدهٔ علوم اجتماعی دانشگاه تهران به تدریس جامعه‌شناسی و انسان‌شناسی پرداخت.

### درگذشت
حشمت‌الله طبیبی در سال ۱۳۷۷ در سن ۷۲ سالگی در تهران درگذشت.

## تألیفات
- مبانی و اصول جامعه‌شناسی، ت‍ه‍ران: اس‍لام‍ی‍ه، چاپ اول: ۱۳۵۲.
- مبانی جامعه‌شناسی و مردم‌شناسی ایلات و عشایر، ت‍ه‍ران: دان‍ش‍گ‍اه ت‍ه‍ران، م‍ؤس‍س‍ه ان‍ت‍ش‍ارات و چ‍اپ، ۱۳۷۴.
- تحفه ناصری در تاریخ و جغرافیای کردستان؛ تألیف میرزا شکرالله سنندجی (فخرالکتاب)؛ با مقابله و تصحیح، حواشی و تعلیقات به‌انضمام پنج مقاله دربارهٔ قبایل کرد، تهران: امیرکبیر، چاپ اول: ۱۳۶۶.
- تاریخ کردستان (چاپ نشده)

وی در آثارش مسائل اجتماعی جامعهٔ کردستان را مورد بررسی قرار داده به پژوهش در موقعیت جامعهٔ کردستان و آسیب‌شناسی آن پرداخته‌است. طبیبی همچنین آثاری را نیز به زبان فرانسوی منتشر ساخته‌است.

## مقالات
از جملهٔ مهم‌ترین مقالات طبیبی دربارهٔ فرهنگ مردم کُردستان می‌توان به موارد زیر اشاره کرد:
- از علم‌الاجتماع تا جامعه‌شناسی، مجلهٔ کلمه، ش ۱۲، (آذر، دی ۱۳۷۳): ص ۷۱-۶۹.
- آسیب‌ه‍ای اجتماعی روانی ناشی از تقابل فرهنگ عش‍ایر مه‍اجر با فرهنگ شه‍ری، مجلهٔ فرهنگ ایلام، ش ۳و۴، (پاییز، زمستان ۱۳۷۹): ص ۸۰-۷۴.
- هویت فرهنگی کرمانش‍اه، در فرهنگ کرمانش‍اه، پیش شماره ۱، کرمانشاه، (به‍ار ۱۳۸۰): ص ۷۲-۶۲.
- امیرکبیر و امان‌الله خان،‌ در مجلۀ آینده، ۱۳۶۷.
- اهل حق، در مجلۀ‌ وحید،‌ شمارۀ ۱۲-۹ (پیاپی ۸۴-۸۱)، آذر ۱۳۴۹.
- غلاة شیعۀ‌ کُرد، متن چاپ‌شدۀ سخنرانی در کنگرۀ تحقیقات ایرانی، دانشگاه فردوسی مشهد.
- منشأ اجتماعی معتقدات اهل حق،‌ در مجلۀ‌ بررسی‌های تاریخی.
- تأثیر هفت امشاسپندان در آیین کُردان اهل حق،‌ در مجلۀ بررسی‌های تاریخی (به زبان انگلیسی و فرانسه).[۳][۱]

از طبیبی همچنین اشعار زیادی نیز به جای مانده‌است.